# Hikaru Kitagawa
Hikaru Kitagawa (北川 ひかる, Kitagawa Hikaru, Kanazawa, 10 mei 1997) is een Japans voetbalster die als verdediger speelt bij Albirex Niigata.

## Carrière

### Clubcarrière
Kitagawa begon haar carrière in 2015 bij Urawa Reds. In vier jaar speelde zij er 43 competitiewedstrijden. Ze tekende in september 2018 bij Albirex Niigata.

### Interlandcarrière
Kitagawa nam met het Japans nationale elftal O17 deel aan het WK onder 17 in 2014. Daar stond zij in vijf wedstrijden van Japan opgesteld en Japan behaalde goud op het wereldkampioenschap. Zij nam met het Japans nationale elftal O20 deel aan het WK onder 20 in 2016. Daar stond zij in alle zes de wedstrijden van Japan opgesteld en Japan behaalde brons op het wereldkampioenschap.
Kitagawa maakte op 1 maart 2017 haar debuut in het Japans vrouwenvoetbalelftal tijdens een wedstrijd om de Algarve Cup tegen Spanje. Ze heeft vijf interlands voor het Japanse elftal gespeeld.

## Statistieken
| Japans vrouwenvoetbalelftal | Japans vrouwenvoetbalelftal | Japans vrouwenvoetbalelftal |
| Jaar                        | Wed.                        | Dlp.                        |
| --------------------------- | --------------------------- | --------------------------- |
| 2017                        | 5                           | 0                           |
| Totaal                      | 5                           | 0                           |